# امیر علی مهاجری
امیر علی مهاجری (زادهٔ ۲۵ تیر ۱۳۷۱) نویسنده و کارگردان اهل ایران است.

## فعالیت‌های حرفه‌ای
مهاجری پس از فارغ‌التحصیلی در رشته ادبیات انگلیسی از دانشگاه آزاد علوم و تحقیقات به کانون سینماگران جوان پیوست و فعالیت خود را در رشته‌های نویسندگی و کارگردانی آغاز کرد.
او در ابتدا کار خود را با ساخت فیلم‌های کوتاه آغاز کرد اما در ادامه به نوشتن کتاب و تولید پادکست روی آورد و اولین کتاب خود را با نام «پاییز و خانه‌ای با شیروانی نارنجی» منتشر کرد. مهاجری در ادامه با نوشتن «مجموعه نامه‌های اینمن به ناتالیا» که از کتاب «کوهستان سرد» اثر فرانسیس فریزر الهام گرفته بود حرفه نویسندگی خود را ادامه داد.
او در زمینه ساخت فیلم‌های کوتاه نیز با ساخت آثاری چون «آرمان شهر»، «گیلان، عروس غمگین من»، «غروب در بلوار الیزابت» و «من را به زندگی برگردان» فعالیت کرده است. او همچنین در زمینه تدوینگری نیز فعالیت داشته است.
در سال ۹۹ از او برای داوری در جشنواره بین‌المللی فیلم اس‌اف‌تی‌اف در کلمبیا دعوت شد و او به همراه کسری تیرسحر از داوران این جشنواره بود. از دیگر کارهای او می‌توان به همکاری او با نیلس فرام و تدی پی «Taddy P» اشاره کرد. از آثار صوتی او نیز می‌توان به راه‌اندازی «رادیو تاسیان» اشاره کرد.

### فیلم‌های کوتاه[۱]
- آرمان‌شهر (۱۳۹۶)
- پنجره (۱۳۹۶)
- نگاه (۱۳۹۷)
- ویران‌شهر (۱۳۹۷)
- من را به زندگی برگردان (۱۳۹۸)
- گیلان عروسی عزادار (۱۳۹۹)

### فیلمنامه‌ها
- فیلمنامه طنین دریای خزر
- فیلمنامه بطن
- فیلمنامه کوتاه غروب در بلوار الیزابت به کارگردانی سهیل محزون (۱۳۹۸)
- نمایشنامه ویروس هشت میلیاردی به کارگردانی امیرمحمد مهاجری (۱۳۹۵)
- فیلمنامه فیلم کوتاه آلزایمر به کارگردانی احسان حنیف‌زاده (۱۳۹۷)